# Revolution Software
Revolution Software Ltd. è un'azienda britannica con sede a York che si occupa dello sviluppo di videogiochi. Fondata nel 1990 a Kingston upon Hull da un piccolo gruppo di manager e programmatori inglesi, nel corso degli anni la società si è specializzata nell'ideazione di videogiochi di genere avventura grafica, conquistando un posto di primo piano nel settore.
L'azienda fece il suo esordio nel 1992 con Lure of the Temptress, titolo accolto discretamente dalla critica. Due anni dopo, nel 1994, Revolution conquistò fama nel settore con Beneath a Steel Sky, avventura grafica che ottenne ampi favori dalla stampa specializzata e dal pubblico. Il vero successo, tuttavia, arrivò soltanto nel 1996, quando venne pubblicato Broken Sword: Il segreto dei Templari, primo episodio di una serie che ha venduto diversi milioni di copie e su cui negli anni successivi si è concentrata la gran parte della produzione di Revolution.
Nel corso degli anni Revolution Software ha realizzato videogiochi per diverse piattaforme, sviluppando titoli sia per Pc che per le principali console. A partire dalla seconda metà degli anni duemila l'azienda si è concentrata in modo particolare sullo sviluppo di titoli per sistemi portatili, creando una divisione interna, la Revolution Pocket, deputata esclusivamente a questa attività.
Dopo una lunga collaborazione con l'editore Virgin Interactive, protrattasi per tutti gli anni novanta, i titoli di Revolution sono stati pubblicati da importanti aziende del settore, come Sony, Ubisoft e THQ. A partire dal 2009, sfruttando le potenzialità della distribuzione digitale, Revolution ha cominciato a commercializzare autonomamente i propri prodotti, senza alcuna mediazione esterna.

## Storia
Il nucleo originario di Revolution Software si formò in Galles sul finire del 1989, quando un manager della divisione inglese di Activision, Charles Cecil, e i programmatori Tony Warriner e David Sykes cominciarono a lavorare insieme con l'idea di creare avventure grafiche, ispirandosi ai titoli prodotti in quegli anni da Sierra. Cecil e Warriner si erano conosciuti nel 1986, quando entrambi lavoravano presso lo sviluppatore di videogiochi Artic Computing; in seguito Warriner aveva trovato un impiego come sviluppatore di software aeronautico, e quando Cecil lo aveva ricontattato per tornare a sviluppare videogiochi Warriner aveva convinto anche il suo collega Sykes ad imbarcarsi nell'impresa. Il 1990 vide la nascita ufficiale dell'azienda: il gruppo, arricchito dalla fidanzata e futura moglie di Cecil, Noirin Carmody, stabilì la propria sede a Kingston upon Hull, in Inghilterra, aiutato da un prestito di 10.000 sterline concesso dalla madre di Cecil.

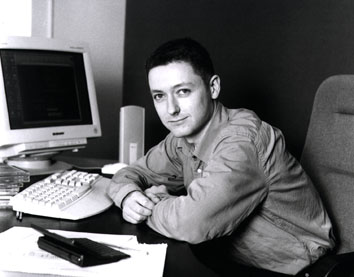
Tony Warriner, uno dei fondatori di Revolution Software, programmò il motore grafico Virtual Theatre, alla base dei primi titoli dell'azienda.

Il primo videogioco ad essere realizzato dalla neonata società fu Lure of the Temptress, un'avventura grafica dall'ambientazione fantasy. Messo in cantiere nel marzo del 1990, il progetto venne inizialmente finanziato da Mirrorsoft, ma quest'ultima entrò in crisi nel 1991 dopo la morte del suo proprietario e così la pubblicazione del gioco fu portata a termine da Virgin Interactive. Per realizzare il titolo Revolution sviluppò un proprio motore grafico, il Virtual Theatre, col proposito di dare vita ad un mondo più vivo, in cui i personaggi non giocanti potessero muoversi e agire in modo autonomo; un'altra caratteristica del motore era la possibilità di dare ordini ad altri personaggi per consentire la risoluzione di alcuni enigmi. Lure of the Temptress venne pubblicato nel 1992 per Atari ST, Amiga e DOS, e, nonostante un responso di critica e pubblico non esaltante, permise all'azienda di farsi conoscere nel settore, oltre che di guadagnare abbastanza da trasferire la propria sede nella città di York.
Fu il secondo videogioco sviluppato da Revolution a darle la fama nel settore delle avventure grafiche. Beneath a Steel Sky, prodotto ancora una volta da Virgin Interactive, fu pubblicato nel 1994 per Amiga e DOS e vide la collaborazione del fumettista Dave Gibbons, famoso per essere stato il disegnatore della miniserie a fumetti Watchmen. Il titolo, un'avventura grafica a sfondo fantascientifico, fu costruito al pari del suo predecessore sul motore Virtual Theatre, ma andò incontro ad un successo di critica nettamente maggiore: il gioco venne apprezzato sia per la sua ambientazione che per gli aspetti tecnici, e negli anni successivi venne ricordato alla stregua di un classico del genere.
Nonostante gli ottimi risultati conseguiti con Beneath a Steel Sky, un successo ancora più grande arrivò nel 1996, anno di pubblicazione di Broken Sword: Il segreto dei Templari. Distribuito per Pc, Mac e PlayStation, e in seguito anche per Game Boy Advance, il gioco seguiva la vicenda di George Stobbart, un turista americano che a Parigi si ritrova coinvolto in un intrigo giallo e mortale, in cui un ruolo principale è svolto dagli eredi degli antichi Templari. Il segreto dei Templari – una classica avventura grafica di tipo punta e clicca – fu ben presto acclamato dalla critica come un capolavoro, diventando nel corso degli anni il videogioco Revolution più venduto e più noto.
Il successo del titolo fu tale che l'azienda sviluppò in tempi brevi un seguito: intitolato Broken Sword II: La profezia dei Maya, il nuovo episodio della serie fu pubblicato per Pc e Playstation nel 1997, presentandosi tanto a livello grafico quanto nelle modalità di gioco molto simile al suo predecessore. Pur godendo di un buon successo di pubblico, secondo la critica il titolo non resse il confronto con il primo capitolo, a causa di enigmi troppo semplici e di una longevità non eccelsa. La profezia dei Maya fu l'ultimo titolo dell'azienda ad essere prodotto da Virgin Interactive, che sulla fine degli anni novanta andò incontro ad una pesante crisi finanziaria e venne assorbita da altre società.
Dopo il grande successo dei suoi precedenti titoli, che complessivamente vendettero circa un milione di copie in Europa, a cavallo del 2000 Revolution si imbarcò in due progetti piuttosto diversi da quelli che aveva realizzato fino a quel momento. Il primo fu Oro e gloria: La strada per El Dorado, un'avventura grafica prodotta da Ubisoft su licenza del film d'animazione La strada per El Dorado, distribuita per Pc e Playstation. Pensato per un pubblico molto giovane, il gioco ottenne recensioni mediocri.
Il secondo fu A sangue freddo, pubblicato anch'esso nel 2000. Coprodotto da Ubisoft e Sony su diretta commissione di quest'ultima dopo il successo di Broken Sword, il gioco fu distribuito per Pc e Playstation. A sangue freddo si differenzia in maniera netta dagli altri prodotti dell'azienda: non è infatti un'avventure grafica, come tutti i giochi sviluppati da Revolution fino a quel momento, ma un'avventura dinamica in cui convivono sequenze d'azione e risoluzione di enigmi. Il gioco fu accolto in maniera discreta dalla critica che, pur apprezzandone l'aspetto estetico e quello narrativo, sottolineò come il titolo non eccellesse né nell'ambito dei giochi d'azione né in quello delle avventure, oltre ad essere affetto da un sistema di controllo poco intuitivo che ne limitava la giocabilità.
Nonostante A sangue freddo non fosse andato incontro al successo sperato, Revolution decise di continuare sulla strada tracciata da questo titolo. Nel 2001 l'azienda annunciò di essere al lavoro su un vero e proprio videogioco d'azione: chiamato Good Cop, Bad Cop, il titolo aveva una forte impronta cinematografica e l'ambizione di tenere traccia delle scelte morali del giocatore, in modo da influenzare in maniera interattiva la storia. Il gioco, previsto inizialmente per la fine del 2002 per Pc, PlayStation 2 e Xbox, venne dapprima posticipato al 2004 e poi definitivamente cancellato.

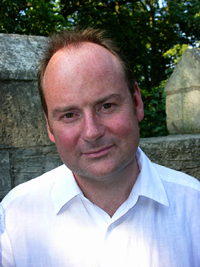
Charles Cecil, cofondatore di Revolution Software, nel 2011 è stato nominato membro dell'Ordine dell'Impero Britannico.

Dopo l'abbandono di questo progetto, Revolution poté concentrare tutte le proprie forze su un nuovo sequel di Broken Sword: il terzo capitolo, intitolato Broken Sword: Il sonno del drago, venne pubblicato per Pc, Playstation 2 e Xbox nel 2003, da THQ in Europa e da The Adventure Company in Nord America. Sviluppando un'idea discussa per la prima volta nel 2000, Il sonno del drago si presentò subito come un mix di vecchio e nuovo. Il gioco, infatti, segnò il ritorno dell'azienda al genere delle avventure grafiche in un periodo – i primi anni duemila – in cui questo tipo di titoli non godeva più del seguito di pubblico che aveva avuto nel corso del decennio precedente. Per questo motivo, gli sviluppatori introdussero diverse novità rispetto al passato, allo scopo di rendere il gioco più appetibile anche agli occhi di chi non aveva conosciuto i primi episodi. La prima differenza con i capitoli precedenti fu il passaggio dalla grafica 2D a quella 3D: Il sonno del drago venne costruito su un motore grafico sviluppato da Criterion Software, il RenderWare, che permise la creazione di scenari, oggetti e personaggi completamente tridimensionali. Ciò comportò alcune conseguenze dirette, come l'introduzione di enigmi basati sull'utilizzo creativo della terza dimensione e il controllo diretto del personaggio tramite gamepad o tastiera. Nonostante alcuni di questi elementi non fossero stati ben accetti al momento del loro annuncio, Broken Sword: Il sonno del drago fu ben accolto dalla critica, che considerò il gioco uno dei migliori esempi di avventura grafica di quel periodo.
Nelle intenzioni di Revolution, Il sonno del drago doveva essere il terzo e ultimo episodio della serie Broken Sword, che era stata da sempre concepita come una trilogia, ma dopo il successo del terzo episodio le richieste dei fan divennero tanto pressanti da convincere gli sviluppatori a rimettersi nuovamente al lavoro. Il quarto episodio della saga, intitolato Broken Sword: L'angelo della morte, venne pubblicato da THQ nel 2006 unicamente per Pc. Il titolo fu il primo progetto di Revolution di cui l'azienda britannica non fu interamente responsabile sul fronte dello sviluppo: allo scopo di fronteggiare i costi e i tempi sempre maggiori dello sviluppo di videogiochi, la società delegò la realizzazione tecnica del gioco a Sumo Digital, in modo da potersi concentrare unicamente sulla trama e sulla realizzazione degli enigmi. Mosso da un engine messo a punto da Sumo Digital stessa, L'angelo della morte riprese dal suo predecessore la grafica tridimensionale, ma ritornò ad un sistema di controllo punta e clicca, più adatto all'utilizzo su Pc. Il gioco andò incontro a recensioni miste, che da un lato lo esaltavano come il migliore della serie, dall'altro lo consideravano una buona avventura grafica ma senza lo smalto dei suoi predecessori.

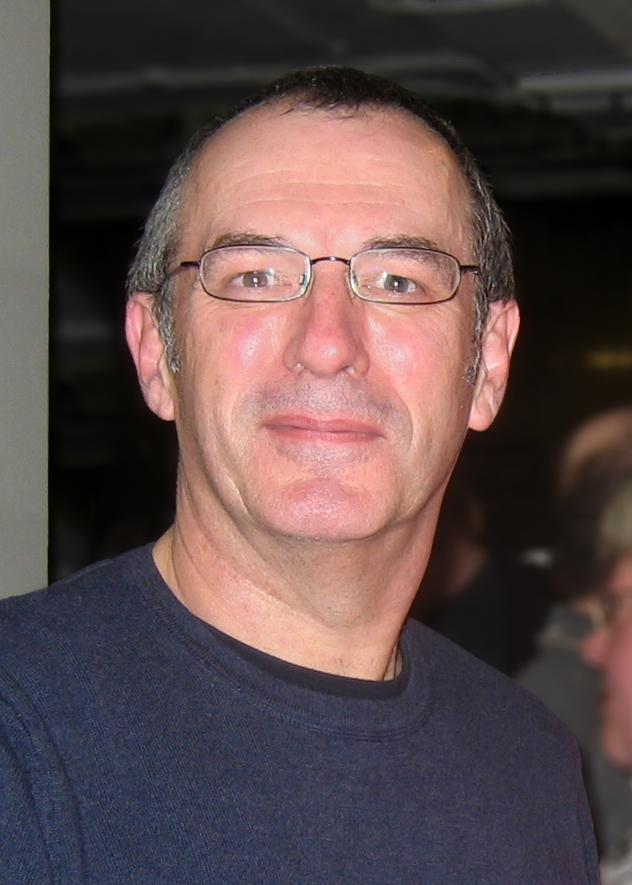
Dave Gibbons, noto per aver disegnato la miniserie a fumetti Watchmen, ha collaborato con Revolution su Beneath a Steel Sky e sui remake degli anni duemila.

Il successo del gioco, al di là delle critiche altalenanti, dimostrava che il prodotto Revolution più noto e amato dal pubblico era la serie di Broken Sword. Negli anni immediatamente successivi una serie di circostanze convinse l'azienda a concentrarsi ancora una volta su questo franchise: in primo luogo l'affermarsi delle console Wii e Nintendo DS, che diede nuova vita al genere delle avventure grafiche, aprendo nello stesso tempo le porte dei videogiochi ad un pubblico completamente nuovo; in secondo luogo il consolidamento dei sistemi di distribuzione digitale e la susseguente riduzione dei costi di sviluppo. Il primo frutto di questo nuovo periodo fu Broken Sword: Il segreto dei Templari – The Director's Cut, un remake del capostipite della serie pubblicato da Ubisoft, distribuito inizialmente solo per Wii e DS nel 2009, e nel 2010 anche per iPhone, iPad, Pc e Mac. Preceduto da una petizione dei fan che richiedevano una conversione del gioco per DS, il director's cut non è un semplice porting del titolo originale: al di là dei miglioramenti grafici, Revolution aggiunse alla trama un nuovo segmento, focalizzato sulla co-protagonista Nicole, un nuovo sistema di controllo (che sui sistemi che lo supportavano consentiva anche l'utilizzo del touch screen) e inquadrature inedite frutto di una nuova collaborazione con il fumettista Dave Gibbons. Il gioco ricevette una buona accoglienza in tutte le sue versioni, e venne considerato un ottimo rifacimento del titolo originale.
Visti i risultati incoraggianti del director's cut l'azienda decise di proseguire in questa direzione, e nell'ultima parte degli anni duemila si dedicò esclusivamente alla conversione dei propri classici per i sistemi di nuova generazione. Nell'estate del 2009 la società annunciò la nascita di una divisione, la Revolution Pocket, che si sarebbe occupata esclusivamente della realizzazione e commercializzazione di giochi per sistemi portatili, distribuiti attraverso canali digitali. Il primo gioco prodotto dalla neonata branca di Revolution fu Beneath a Steel Sky: Remastered, distribuito nell'autunno del 2009 per iPhone e iPad. Remake del titolo originale, la nuova versione presentava un'interfaccia rinnovata interamente touch, oltre che diverse migliorie grafiche frutto ancora una volta della collaborazione con Dave Gibbons. Nonostante il gioco originale, al momento dell'uscita di questa versione, fosse da anni disponibile come freeware in versione Pc, Beneath a Steel Sky: Remastered si rivelò un buon successo commerciale, vendendo circa 20 000 copie nel primo mese di distribuzione. Il titolo fu anche il primo gioco pubblicato in maniera autonoma dall'azienda, senza l'appoggio di alcun editore esterno: grazie alla distribuzione digitale Revolution si assicurò un contatto più diretto con i propri clienti, ma soprattutto una maggiore libertà in termini di contenuti e prezzo.
L'anno successivo, il 2010, vide l'arrivo di Broken Sword II: La profezia dei Maya - Rimasterizzato, pubblicato per iPhone, iPad, Pc e Mac. Proseguendo nella consolidata formula dei suoi immediati predecessori, questa versione del gioco presentava una nuova interfaccia e un comparto tecnico migliorato. La decisione di perseverare in questa direzione si rivelò felice per Revolution: le edizioni speciali dei primi due episodi della saga di Broken Sword vendettero oltre quattro milioni di copie nel solo 2011.
Sul finire del 2011, in un messaggio apparso sul social network Facebook, Revolution annunciò di essere al lavoro su un quinto episodio della serie di Broken Sword, che avrebbe segnato il ritorno alla grafica bidimensionale delle origini. Nell'agosto del 2012, la società lanciò una campagna di crowdfunding sulla piattaforma Kickstarter, mediante la quale aggregò oltre 800.000 dollari aggiuntivi destinati ad integrare lo sviluppo del gioco. Originariamente previsto per il 2013, il nuovo gioco, intitolato Broken Sword 5: La maledizione del serpente, andò incontro ad alcuni ritardi nello sviluppo: per questo motivo venne suddiviso in due episodi, distribuiti rispettivamente a Dicembre 2013 e ad Aprile 2014. Il titolo venne pubblicato per Pc, Mac OS, PlayStation 4, PlayStation Vita, Xbox One e sistemi iOs e Android. I due nuovi capitoli del franchise vennero accolti generalmente con recensioni dai toni medi, che ne lodarono il comparto grafico e l'atmosfera, mentre suscitarono dubbi la calibrazione degli enigmi e la struttura suddivisa in due episodi.
A inizio 2016 Charles Cecil ha annunciato la pubblicazione di un box da collezione dedicato ai primi 25 anni di carriera di Revolution Software. La confezione, prevista per il marzo 2016 esclusivamente su Pc, comprenderà tutti i titoli sviluppati dall'azienda, più una serie di contenuti esclusivi. Allo stesso tempo, Cecil ha reso noto in un'intervista di essere al lavoro su tre nuovi titoli: un sesto episodio della saga di Broken Sword, un sequel di Beneath a Steel Sky e un videogioco originale ancora senza titolo.

## Prodotti sviluppati

### Videogiochi
| Titolo                                                     | Editore                       | Piattaforme                                                                                                | Data uscita |
| ---------------------------------------------------------- | ----------------------------- | --- | ----------- |
| Lure of the Temptress                                      | Virgin Interactive            | DOS, Amiga, Atari ST                                                                                       | 1992        |
| Beneath a Steel Sky                                        | Virgin Interactive            | DOS, Amiga                                                                                                 | 1994        |
| Broken Sword: Il segreto dei Templari                      | Virgin Interactive            | Microsoft Windows, Mac OS, PlayStation, Game Boy Advance                                                   | 1996        |
| Broken Sword II: La profezia dei Maya                      | Virgin Interactive            | Microsoft Windows, Playstation                                                                             | 1997        |
| Oro e gloria: La strada per El Dorado                      | Ubisoft                       | Microsoft Windows, Playstation                                                                             | 2000        |
| A sangue freddo                                            | Ubisoft, Sony                 | Microsoft Windows, Playstation                                                                             | 2000        |
| Broken Sword: Il sonno del drago                           | THQ, The Adventure Company    | Microsoft Windows, Xbox, PlayStation 2                                                                     | 2003        |
| Broken Sword: L'angelo della morte                         | THQ, DreamCatcher Interactive | Microsoft Windows                                                                                          | 2006        |
| Broken Sword: Il segreto dei Templari – The Director's Cut | Ubisoft                       | Microsoft Windows, Mac OS, Nintendo DS, Wii, iPhone, iPad                                                  | 2009        |
| Beneath a Steel Sky: Remastered                            | Revolution Software           | iPhone, iPad                                                                                               | 2009        |
| Broken Sword II: La profezia dei Maya - Rimasterizzato     | Revolution Software           | Microsoft Windows, Mac Os, iPhone, iPad                                                                    | 2010        |
| Broken Sword 5: La maledizione del serpente                | Revolution Software           | Microsoft Windows, Mac Os, Linux, Playstation Vita, PlayStation 4, Xbox One, Nintendo Switch, iPhone, iPad | 2013        |
| Beyond a Steel Sky                                         | Revolution Software, Microids | Microsoft Windows, Mac Os, PlayStation 4, PlayStation 5, Xbox One, Nintendo Switch                         | 2020        |

### Motori grafici
| Nome            | Utilizzato in |
| --------------- | --- |
| Virtual Theatre | Lure of the Temptress, Beneath a Steel Sky, Broken Sword: Il segreto dei Templari, Broken Sword II: La profezia dei Maya, Broken Sword 5: La maledizione del serpente |

## Premi e riconoscimenti
Nel corso degli anni Revolution Software ha ricevuto diversi riconoscimenti per i videogiochi che ha sviluppato.
Molti tributi sono arrivati dai siti web di settore, in particolare quelli specializzati in avventure grafiche. Nel 2011 Adventure Gamers ha inserito Broken Sword: Il segreto dei Templari al quarto posto nella classifica dei cento migliori giochi d'avventura di tutti i tempi; nella stessa lista Beneath a Steel Sky si è classificato diciannovesimo. Nel 2010 Adventure Classic Gaming ha inserito Broken Sword: Il segreto dei Templari al terzo posto nella classifica delle migliori dieci avventure grafiche di sempre. Metacritic, inoltre, ha inserito Broken Sword: Il segreto dei Templari – The Director's Cut nella lista dei venticinque videogiochi per iPhone meglio recensiti del 2010.
Altri riconoscimenti sono arrivati nell'ambito di manifestazioni ufficiali. Nel 2011 Broken Sword: Il segreto dei Templari – The Director's Cut ha vinto il premio come miglior videogioco d'avventura europeo dell'anno agli European Games Awards. Nel 2003 Broken Sword: Il sonno del drago ha ricevuto tre nomination ai British Academy Video Games Awards (Miglior design, Miglior videogioco per Pc, Miglior videogioco d'avventura) e nell'edizione 2009 Broken Sword: Il segreto dei Templari – The Dircetor's Cut ha ottenuto una nomination per la Miglior Storia, ma in nessuno di questi casi Revolution è riuscita a vincere il premio.
A questi riconoscimenti si sommano quelli ottenuti dall'azienda stessa e dai suoi membri. La rivista di settore Develop nel 2011 ha inserito Revolution Software nella Develop Top 100, una classifica realizzata in collaborazione con Metacritic che elenca i cento sviluppatori di videogiochi più importanti dell'anno. La stessa rivista, inoltre, nell'ambito dei Develop Awards 2006 ha conferito al presidente e cofondatore di Revolution, Charles Cecil, lo status di Development Legend. Nel 2011, infine, Cecil è stato nominato membro dell'Ordine dell'Impero Britannico per i servizi resi nell'industria dei videogiochi.
Nel Febbraio 2016 la serie di Broken Sword è entrata a far parte del Guinness dei primati, in quanto è stata certificata come la più longeva avventura grafica ad avere sempre lo stesso protagonista nel corso del tempo.